# Franz von Stuck
Franz von Stuck (født 23. februar 1863 i Tettenweis, død 30. august 1928 i München) var en tysk maler og billedhugger. 
von Stuck studerede på Münchens Akademi, men mest på egen hånd. Han vandt først ry ved sine tegninger, sikre og "store" i linjen (Allegorien und Embleme) og ofte djærvt humoristiske (mange for Fliegende Blätter). Da han højt op i tyverne begyndte at male (debut: Paradisets vogtere, Kæmpende fauner, 1889), viste han også her en frodig kunnen, der snart gav ham en førerstilling i Münchens kunst  som akademiprofessor). Han malede billeder — en masse — med kentaurer, nymfer, fauner og alskens andre fabelvæsener — en kraftstruttende suffisant kunst, der tumlede med de Böcklinske fantasivæsener og forråede dem en god del, en djærv, men alt andet end valeurrig og naturalistisk farvegivning, en robust humor, der ofte kunne minde om den fra Fliegende Blätter, og en egen evne for det monumentalt typedannende (Synden, Lucifer etc.), men rigtignok ofte i en vulgariserende form. Til hans mest omtalte og almenkendte værker hører Lucifer, Pietà, Korsfæstelsen (museet i Stuttgart), det populære Krig (Münchens Pinakotek), Synden (sammesteds, flere variationer), Sfinks (ligeledes i varianter; den mest gribende i Nationalmuseet i Budapest), Uddrivelsen af Paradiset, Furierne, det morsomme Bakkanttog; mange kvindeportrætter og kvindehoveder, Saharet, Carmen, Susanna i badet (1903), dobbeltportrættet (samme år) af kunstneren og hans hustru (Wallraf-Rickartz-Museum i Köln) etc. Stuck var en alsidig kunstner, der med held har arbejdet på det dekorative og kunstindustrielle område (hans pragtfulde villa i München) og ligeledes i skulpturen: den gode statuette Atleten, Amazone (museet i Köln), Danserinde med mere. Mange gode dekorative ting (således Exlibris). På den baltiske udstilling i Malmö 1914 sås Synden, det store Adam og Eva, Inferno, bronzerne Amazone, Atlet, Kentaur md mere.